# 993
993 كانت سنة بسيطة تبدأ يوم الأحد حسب التقويم اليولياني.

## أحداث

### حسب المكان

#### أوروبا
الربيع

### حسب الموضوع

#### الدين
4 يوليو

## مواليد
- ابن نغريلة، سياسي وشاعر ورجل دين يهودي أندلسي.

## وفيات
13 مارس
19 أكتوبر
9 ديسمبر